# Simon the Sorcerer (Computerspielreihe)
Simon the Sorcerer (englisch für „Simon der Zauberer“) ist der Titel einer Serie von sieben Computerspielen, darunter vor allem eine fünfteilige Adventure-Reihe. Der erste Teil wurde im Jahr 1993 vom britischen Studio Adventuresoft entwickelt. Wenige Monate später folgten Portierungen auf weitere Systeme. Zwei Jahre nach der außerordentlich erfolgreichen Veröffentlichung, die als Meilenstein dieses Spiele-Genres angesehen wird, erschien 1995 ein technisch nahezu identischer zweiter Teil.
Der anschließende Versuch, die Serie auch durch Spiele anderer Genres fortzusetzen, konnte an den Erfolg der ersten Adventures nicht anknüpfen. Die Entwicklung des dritten Adventure wurde HeadFirst Productions anvertraut, einem zwischenzeitlich ausgegründeten weiteren Studio von Adventure Soft Publishing. Der dabei vollzogene Wechsel vom bewährten 2D-Interface auf eine im Bereich der Adventurespiele eher ungewohnte 3D-Steuerung, die von Kritikern darüber hinaus auch als technisch schlecht gelungen betrachtet wurde, trug entscheidend zum wirtschaftlichen Misserfolg bei.
Erst 2007 und 2009 wurde die Serie mit zwei Adventures des deutschen Entwicklers Silver Style Entertainment fortgesetzt. Aus der Ankündigung eines sechsten Adventures der Serie durch StoryBeasts aus Dublin, das mittels einer Kickstarter-Kampagne finanziert werden sollte, ist kein weiteres Spiel mehr hervorgegangen.

## Spiele

### Simon the Sorcerer
Der erste Teil wurde bei Adventuresoft von einem Entwicklungsteam um den Studiogründer Mike Woodroffe entwickelt und im Jahr 1993 von Activision für MS-DOS bzw. kompatibles DOS veröffentlicht. Kurz darauf folgte 1994 die Portierung für Amiga und Acorn Archimedes, deren Veröffentlichung die ursprünglich als Publisher gegründete Muttergesellschaft Adventure Soft Publishing selbst übernahm.
Das Point-and-Click-Adventure handelt von den Abenteuern des englischen Jugendlichen Simon, der zum Spielauftakt einen Hund und ein mysteriöses Buch, verpackt als Geburtstagsgeschenk, auf der Türschwelle seines Elternhauses vorfindet. Nachdem Simon auf dem Dachboden das Buch und dabei gleichzeitig einen Zugang zu einer Parallelwelt geöffnet hat, folgt er dem inzwischen Chippy getauften Hund durch das Portal. Er gelangt in eine magische Umgebung voller Bezüge zu europäischen Märchen und Legenden, die durch den bösen Zauberer Sordid (auf Deutsch: „Abscheulich“) bedroht wird, mit dem er widerwillig den Kampf aufnimmt.
Durch seine humorvoll angelegte Handlung ähnelt das Spiel den Adventures von LucasArts und erinnert an die Scheibenwelt-Romane des Schriftstellers Terry Pratchett. Mit über 600.000 verkauften Exemplaren weltweit war es eines der erfolgreichsten Spiele seiner Zeit und wurde mehrfach für aktuellere Systeme angepasst und neu veröffentlicht. Zuletzt im April 2018 als „25th Anniversary Edition“ für Windows.

### Simon the Sorcerer II
Ein direkter Nachfolger mit dem Originaltitel Simon the Sorcerer II: The Lion, the Wizard and the Wardrobe, in Anlehnung an den Bestseller The Chronicles of Narnia: The Lion, the Witch and the Wardrobe, erschien von denselben Entwicklern im Jahr 1995. Gegenüber dem ersten Teil änderte sich nur wenig am bekannten Design. Die Benutzeroberfläche wurde leicht gestrafft (Symbole statt Verben) und einige technische Verbesserungen hinzugefügt (Scrollen der Schauplätze) und der Schwierigkeitsgrad der Rätsel stieg etwas an.
Das Spiel läuft unter vielen Betriebssystemen und auf verschiedener Hardware (u. a. Windows, Linux und PDAs), wenn man es über ScummVM startet. Die Tübinger Firma RuneSoft sicherte sich die Rechte an der Amiga-Version und veröffentlichte 2000 eine Box-Version. Seit Mai 2013 ist Simon the Sorcerer 2 auch für iPhone und iPad erhältlich und seit Juni 2014 für Android.
Der zweite Teil wurde von vielen Magazinen als „Adventure des Jahres“ ausgezeichnet. Das Fachmagazin Adventure Gamers ordnete Simon the Sorcerer II 2011 in seiner Liste Top 100 All-Time Adventure Games auf Platz 88 ein.

#### Handlung und Charaktere
Das Adventure beginnt mit Sordids Bemühungen von den Toten wiederaufzuerstehen. Dazu bringt er Simon mittels eines magischen Schrankteleporters zurück in die Fantasywelt. Unterwegs geht jedoch der „BedFull“ genannte Treibstoff aus und Simon landet im Laden von Calypso, von wo er auszieht, um neuen Treibstoff zu besorgen und damit zurück nach Hause zu reisen. Dabei durchreist er die inzwischen durch eine Währungsreform, Fast-Food-Ketten und diverse moderne Gerätschaften veränderte, aber immer noch als Fantasy erkennbare Welt, die in mehrere große Schauplätze geteilt ist – eine Stadt, eine Pirateninsel (in Anspielung auf die Konkurrenz von Monkey Island) und das Tal des Schreckens um Sordids neue Todesfestung.
- Simon ist inzwischen etwas älter geworden und nun ein Teenager mit Pferdeschwanz und miserablen Manieren. Er neigt dazu, sämtliche Leute, die ihm begegnen, zu beleidigen – selbst wenn diese größer, stärker und intelligenter sind als er – und laufend dumme Kommentare abzugeben, was ihn regelmäßig in unangenehme Situationen bringt. Er trägt nun einen roten statt eines lila Zauberermantels und -huts.
- Der alte Zauberer Calypso tritt nun aktiv auf und übernimmt am Anfang des Spiels eine Mentorenrolle, ist aber im Endeffekt zu nichts zu gebrauchen.
- Sordid versucht, mit Hilfe seines Gehilfen Runt, einen neuen Körper zu bekommen und die Weltherrschaft zu erringen.
- Der Sumpfling hat inzwischen eine sagenhaft schlechte Fast-Food-Kette aufgemacht, braucht aber wiederum Simons Hilfe.
- Calypsos Enkelin Alix ist ein bevorzugtes Opfer von Simons Anzüglichkeiten und Spott. Im späteren Spielverlauf muss er sie aus Sordids Händen befreien.
- Nebencharaktere: Einige sind alte Bekannte aus dem ersten Teil, wie die Holzwürmer und Dämonen. Daneben haben ein afrikanischer Tanzlehrer, ein wahnsinniger Gentechniker, ein arbeitsfauler Lampengeist oder ein unbeschreibliches Weichei namens „Anorak-Typ“ ihren ersten Auftritt.

### Simon the Sorcerer’s Pinball
Im Jahr 1998 veröffentlichte Adventure Soft eine Flipperautomaten-Simulation für Windows, mit einer Rahmenhandlung um bekannte Spielfiguren aus dem Adventure. Nach einer Reihe von Entführungen muss der Spieler als Simon möglichst hohe Punktzahlen an verschiedenen Flipperautomaten erspielen, um dadurch seine Freunde und Bekannte wieder zu befreien.

### Simon the Sorcerer’s Puzzle Pack
Ebenfalls 1998 erschien eine Sammlung von drei kleineren Knobel- oder Kartenspiele: Swampy Adventures, NoPatience und Jumble. Zusätzlich befanden sich in der Sammlung drei Windows-Themen für Microsoft Plus! und eine Demon in my Pocket genannte Animation für den Desktop.

### Simon the Sorcerer 3D
Das dritte Adventure ließ einige Zeit auf sich warten. Zwei Jahre nach Simon the Sorcerer II hatte Adventure Soft 1997 zunächst Floyd: Es gibt noch Helden veröffentlicht, das sich trotz sehr guter Bewertungen als wirtschaftlicher Misserfolg erwies. Für ein drittes Simon the Sorcerer musste ein Publisher gefunden werden, der die Vorfinanzierung übernehmen konnte. Für das bereits 1998 mit gewohnter 2D-Rendergrafik und Point-and-Click-Steuerung gestartete Entwicklungsprojekt blieb die Suche erfolglos, weshalb sich Mike und sein Sohn Simon Woofruffe zu einem technischen Neuanfang entschieden. Nach Ankündigung, das Spiel bei ihrem neu gegründeten Studio Headfirst Productions in eine 3D-Umgebung zu verlegen, erklärte sich Hasbro bereit, mit seiner Tochter MicroProse als Publisher einzusteigen. Bei Ablieferung im Jahr 2000 zeigte sich Hasbro jedoch mit der Qualität völlig unzufrieden und entschied darüber hinaus, seinen Computerspielebereich an Infogrames zu verkaufen. Das Spiel erschien 2002 schließlich bei Vivendi Universal.
Simon muss es erneut mit dem bösen Zauberer Sordid aufnehmen, der mit Hilfe des Sumpflings das ganze Universum unter seine Herrschaft bringen will. Die Handlung knüpft unmittelbar an das Ende des zweiten Teils der Serie an.
Obwohl es von den Rätseln und seinem Humor mindestens ebenbürtig war und über eine mit professionellen Sprechern vertonte Sprachausgabe verfügte, fand das Spiel deutlich weniger Anklang als seine Vorgänger. Das Spielemagazin PC Games lobte ausdrücklich die Story und die pointenreichen Dialoge, kritisierte aber ganz massiv die Grafik und Steuerung. Die Personen sähen aus „wie Klötze aus einem Legobaukasten“ und die Bedienung sei „für ein Adventure unnötig kompliziert geraten“. Das verkaufte Version enthielt auch noch zahlreiche Programmfehler, die erst über nachgereichte Patches behoben wurden.

### Simon the Sorcerer: Chaos ist das halbe Leben
Am 24. November 2005 wurde von der deutschen Firma Silver Style Entertainment ein vierter Teil angekündigt. Das Spiel wurde in Kooperation mit Simon und Mike Woodroffe entwickelt. Die Figuren im Spiel sind komplett in 3D; der Hintergrund imitiert diesen zwar, ist aber in 2D gehalten. Anders als im Vorgänger verfügt es über eine Point-and-Click-Steuerung. Ursprünglich wurde das Spiel für das dritte Quartal 2006 angekündigt, später aber wurde der Erscheinungstermin auf den 23. Februar 2007 verlegt.
Vertrieben wird das Spiel unter dem finalen Titel „Simon the Sorcerer: Chaos ist das halbe Leben“ von RTL Enterprises.
Die Spielhandlung fordert erneut eine Rettung der Märchenwelt. Dabei stößt Simon auf einen vermeintlich „bösen“ Doppelgänger. Das Spiel greift wieder viele Elemente aus der Populär- und auch der Hochkultur auf und parodiert diese. Kernpunkte sind wie auch in den Vorgängerteilen Rollenspieler sowie Märchen und Griechische Mythologie.

### Simon the Sorcerer: Wer will schon Kontakt?
Im August 2008 kündigte der deutsche Publisher The Games Company, der im Mai 2006 von Silver-Style-Gründer Carsten Strehse mitgegründet wurde und dem Silver Style zwischenzeitlich angehörte, die Entwicklung von Simon the Sorcerer 5 an. Inhaltlich wurden als Neuerung Science-Fiction-Elemente angekündigt. Das Point-and-Click-Adventure erschien im März 2009 mit dem Untertitel Wer will schon Kontakt? für Windows.

## Fortsetzungen
Im August 2014 kündigte das unabhängige Entwicklerstudio StudioBeasts aus Dublin an, dass es einen sechsten Teil der Serie unter dem Titel Simon the Sorcerer: Between Worlds herausbringen werde. Zur Finanzierung war eine Crowdfunding-Kampagne auf der Plattform Kickstarter geplant. Es blieb jedoch bei der Veröffentlichung eines sogenannten ersten Screenshots. Im Mai 2022 kündigten die italienischen Smallthing Studios an, sich die Entwicklung eines sechsten Titels für die Serie vorgenommen zu haben, der unter dem Namen Simon the Sorcerer: Origins die frühe Vorgeschichte des Zauberers erzählen soll.